# 王之鼎 (明朝)
王之鼎（？—？）。陝西三原縣人，明末官員。

## 生平
王之鼎為咸寧籍，萬曆三十七年（1609年）己酉科舉人出身。天啟五年（1625年）任順天府固安縣（今河北省固安縣）知縣。任內從不為難百姓，《固安縣志》有其傳。